# Флаг Ирана
Государственный флаг Исламской Республики Иран (перс. پرچم رسمی جمهوری اسلامی ایران‎) — официальный государственный символ Исламской Республики Иран; один из главных государственных символов Ирана, наряду с Государственной эмблемой Исламской Республики Иран и Государственным гимном Исламской Республики Иран. Утверждён Главой ИРИ 29 июля 1980 года.

## Описание
Флаг Ирана отражает изменения, через которые прошёл Иран с начала Исламской революции и состоит из трёх равных горизонтальных полос: зелёной, белой и красной. Зелёный цвет олицетворяет плодородие, порядок и радость, белый — мир, красный — мужество и пролитую на войне кровь.
Эти цвета существовали на иранском флаге с начала XX века, их использовали также шахи. В центре, однако, был изображён лев с мечом, символ древней Персии.
После Исламской революции лев был заменён каллиграфической версией слова Аллах.
Она состоит из четырёх полумесяцев и меча посередине.
Этот узор законодательно описывается как построение с помощью циркуля и линейки.
Вдобавок в зелёную и красную полосу 22 раза вписаны слова: «Аллах акбар» (Аллах велик). Это намёк на Исламскую революцию, состоявшуюся 22-го дня 11-го месяца (22 бахмана) по иранскому календарю.
Композиция цветов флага соответствует цветам на флаге Таджикистана, что обусловлено этнической, культурной и языковой близостью двух народов.
Государственный флаг ИРИ разработан художником Хамидом Надими и утверждён аятоллой Хомейни 29 июля 1980 года.

## История флага Ирана
В современном персидском языке понятия «флаг» и «знамя» обозначаются терминами «парчам» и «деравш» соответственно. «Парчам» происходит от согд. parčam — «подвеска; бунчук из конских или бычьих хвостов, подвешенный под перекрестие копья или навершия стяга».
«Деравш» через пехл. «drafš» восходит к др.-перс. «*drafša-», эквивалентному древнеиндийскому «drapsá-». От древнеиранского «*drafša-» также происходят авест. «drafšā-», согд. «'rδ'šp» [arδašf / ərδəšf] и бактрийское «λraφo».
Самое ранее упоминание об использовании знамён древними ариями сохранилось в «Авесте». Так, например, в первой главе «Видевдата» Бактрия характеризуется как «прекрасная, с высоко поднятыми знамёнами» — «Baxδim sriram ərəδβō.drafša-». Кроме того, в «Авесте» несколько раз упоминаются «развевающиеся на ветру „бычьи знамёна“» — «gaoš drafša-», а также «знамёна врагов ариев — иранцев». Некоторые исследователи предполагают, что упомянутые в «Авесте» знамёна близки к известным «кавианским стягам» более позднего времени или к древнеримским «вексиллумам» — древкам с четырёхугольным красным полотнищем, подвешенным к поперечной перекладине наподобие современной церковной хоругви.

### Предыстория
Самым старым флагом, найденным в Иране, является Шехдадский стандарт бронзового века, найденный в Шехдаде, провинция Керман, датируемый примерно 2400 годом до н. э., изготовленный из бронзы. На ней изображены сидящие мужчина и коленопреклоненная женщина лицом друг к другу, а между ними — звезда. Эту иконографию можно найти и в других произведениях искусства бронзового века в этом районе.

### Деравш Кавияни
Наиболее известным в истории Ирана «кавианским стягом» является «Деравш Кавиани».
По древней легенде, не вошедшей в «Авесту», но приведённой в «Шахнаме» Абулькасима Фирдоуси, «Деравш Кавиани» появился в ходе восстания иранцев под предводительством кузнеца Каве против иноземного узурпатора Заххака. Каве прикрепил свой кожаный кузнечный фартук к древку копья и под таким знаменем привел повстанцев к Фаридуну, законному наследнику царей из рода Пишдадидов — первой династии мифических царей Ирана. Фаридун счел знамя Каве знамением блага, украсил полотнище золотой четырёхлучевой звездой, драгоценными камнями и лентами красного, жёлтого и фиолетового цветов и назвал «Деравш Кавиани». Четырёхлучевая звезда дала стягу Фаридуна другое название — «Ахтар-и Кавиан» (Кавиева звезда).
Согласно преданию, Фаридун поделил мир между тремя своими сыновьями. Старшему Салму достался запад ойкумены (согласно другой традиции, крайний Восток — Китай), младшему Эраджу — Иран, а Туру, среднему сыну царя — северные земли, которые стали именоваться Тураном. Тур вместе с Салмом предательски убили Эраджа, заманив его в Туран. Фаридун, узнав о гибели любимого сына, не простил Тура и повелел вырыть грандиозный ров на границе между Ираном и Тураном, который превратился в реку Амударью. В наиболее распространённой версии иранского эпоса, зафиксированной в поэме Фирдоуси, туранцы, потомки Тура, изображены извечными антагонистами царей Иранского нагорья.
После раздела государства Фаридуна на три царства у каждого из них появилась своя символика: символом Ирана стало Солнце, символом Турана — Полумесяц:
Туранскому месяцу впредь не светить, 
Дано его солнцу Ирана затмить.
«Деравш Кавиани» стал знаменем потомков Эраджа — Кеянидов — второй династии мифических царей Ирана, а впоследствии — государственным флагом Ирана при династиях Аршакидов (250 до н. э. — 224 год) и Сасанидов (224 год — 651 год).

### Ахеменидская империя
Традиция использования авестийских «кавианских стягов» была продолжена в Ахеменидской империи (558—330 до н. э.). Штандарт Ахеменидов упоминается Ксенофонтом в «Анабасисе» (I, X) и «Киропедии» (VII, 1, 4) как «золотой орёл, поднятый на длинное копье». Изображения ахеменидских штандартов сохранились на настенных росписях дворца Ападана в Персеполе. При раскопках в столице Ахеменидов археологами был обнаружен штандарт с изображением золотого орла с распростёртыми крыльями, держащего в каждой лапе по одному золотому венцу. Штандарт был красного цвета и по периметру имел кайму из красно-бело-зелёных треугольников.
Найденный штандарт экспонируется в Иранском национальном историко-археологическом музее «Музей Иран Бастан» под № 2436.
Символическая роль золота как солнечного металла, в то время как серебро соотносится с Луной, отчётливо прослеживается в древнеиранской культуре. Символика металлов была связана с делением общества у всех иранских народов на три сословия — воинов, жрецов и свободных общинников — земледельцев и скотоводов. По этой схеме царскому, или воинскому сословию (поскольку царь — обязательно воин и происходит из воинского сословия) соответствовали золото и красный цвет, а жреческому — серебро и белый цвет. Сословию свободных общинников первоначально соответствовал голубой, а впоследствии — зелёный цвет.
Символика цветов флага Ирана уходит корнями в глубокую древность. Согласно Авесте, полноправное свободное население древнеиранского общества делилось на три сословия, каждое из которых ассоциировалось с определённым цветом:
- военная знать (авест. raθaē-štar-) — красный цвет — символ воинской доблести и самопожертвования во имя высоких идеалов, поэтому считается самым почитаемым и благородным;
- духовенство (авест. āθravan-, aθaurvan-) — белый цвет — символизирует духовность, моральную чистоту и святость;
- свободные общинники (сословие скотоводов-земледельцев) (авест. vāstrya.fšuyant-) — зелёный цвет — символизирует природу, молодость и процветание[23].

По сей день у ираноязычных народов Памира красный цвет символизирует счастье, благополучие и радость, белый — чистоту и ясность, зелёный цвет — молодость и процветание.

### Династия Аршакидов
Парфянская династия Аршакидов (250 до н. э. — 224 год), освободившая Иран от греко-македонской династии Селевкидов, с самого начала провозглашает связь своего рода с легендарными царями — авестийскими героями — о чём свидетельствует имя их божественного предка — Кави Аршана. Арриан упоминает также о том, что парфяне возводили свой род к ахеменидскому царю Артаксерксу II. Эта идея представить себя законными преемниками славных царей древности возникла, вероятно, ещё в начале I в. до н. э. (или ранее). Так, например, в парфянских документах, найденных в Нисе, упоминается виноградник Artaxšahrakān, который, по мнению издателей документов, «назван, вероятно, в честь легендарного предка Аршакидов Артаксеркса II».
Штандарт Аршакидов представлял собой квадратное полотнище из кожи, на котором была изображена четырёхлучевая звезда, прикреплённое на древке копья. Древко штандарта венчала фигура золотого орла с распростёртыми крыльями, держащего в каждой лапе по одному золотому шару. Золотой орёл, очевидно, заимствован из штандарта Ахеменидов, — остальное — из «Дирафши Кавияни».
При Аршакидах парфянская армия использовала различные знамёна, в том числе шёлковые «драконообразные знамёна». По данным Шахнаме, личным знаменем парфянских царей было полотнище с изображением Солнца. Государственным флагом Ирана был имперский штандарт «Дирафши Кавияни».

### Сасанидская империя
Сменившая Аршакидов персидская династия Сасанидов (224 год — 651 год) также возводила свой род к ахеменидским царям. Связь сасанидских монархов с Ахеменидами упоминается уже в первом варианте «Книги о деяниях Арташира Папакана», который восходит к IV в.: здесь отражена идея родственных связей основателя династии Сасана, с одной стороны с потомками Дария, с другой — с древними правителями Парса. В дальнейшем, в V в., сасанидские шаханшахи простирают свою генеалогию к авестийским «кавиям», включая, таким образом, в свой династический цикл и династию Кайянидов.
«Дирафши Кавияни» в эпоху Сасанидов представлял собой четырёхугольное полотнище с четырёхлучевой звездой на древке, увенчанном позолоченным изображением орла с распростёртыми крыльями, держащим в каждой лапе по одному золотому шару.

### Афшаридская империя
Надир-шах сознательно избегал использования зеленого цвета, поскольку зеленый ассоциировался с шиитским исламом и династией Сефевидов.
Справа от уже упомянутого квадрата были установлены два имперских штандарта: один из них был в красную, синюю и белую полоску, а другой - в красную, синюю, белую и желтую, без каких-либо других украшений. Хотя для перемещения старых штандартов требовалось 12 человек, шах он удлинил их древки и сделал их еще тяжелее. Он также обтянул их шелком новых цветов, один из которых был в красную и желтую полоску, другой - в желтую с красной каймой, они были такого огромного размера, что враг не мог их унести, разве что потерпев полное поражение. Полковые знамена представляли собой узкую полоску шелка, заостренную книзу, некоторые из них были красными, некоторые - белыми, а некоторые - полосатыми.

## Использованные источники
- Гафуров Б. Г. Таджики: Древнейшая, древняя и средневековая история / Институт востоковедения АН СССР. — М.: Наука, 1972.
- Bahar, Mehrdad. Pizhuhishi dar asatir-i Iran (Para-i nukhust va para-i duyum). Tehran: Agah, 1375 [1996]. ISBN 964-416-045-2. (перс.)
- Зоолишоева Ш. Ф. Символика цвета в шугнано-рушанской национальной одежде // Языки и этнография «Крыши мира». — СПб.: «Петербургское Востоковедение», 2005. — 112 с. — ISBN 5-85803-304-2 (ошибоч.)
- Hasandust, Mohammad. An etymological dictionary of Persian language. Tehran: Iranian Academy of Persian language and literature, 2004. ISBN 964-7531-28-1. Vol. I, p. 258 (перс.)
- Советова О. С., Мухарева А. Н. Об использовании знамён в военном деле средневековых кочевников (по изобразительным источникам) // Археология Южной Сибири. Вып. 23. (Сб. к 60-летию В. В. Боброва) Кемерово: 2005.
- Horn, Etymologie, no. 553; AirWb., col. 771
- Gharib B. Sogdian Dictionary (Sogdian-Persian-English). — Tehran: Farhangan Publications, 1995. ISBN 964-5558-06-9 (перс.)
- Schmitt, Rüdiger. Compendium Linguarum Iranicarum, 1989. перевод на персидский язык под ред. Хасана Резаи-Багбиди. — Тегеран: «Какнус», 1382 г. / 2004 г. ISBN 964-311-403-1 (перс.)
- Видевдад, 1.7
- Ясна, 10.14
- Ясна, 57.25; Яшт 1.11, 4.3, 8.56
- Литвинский Б. А. (ред.), Ранов В. А. История таджикского народа. Т. 1 — Древнейшая и древняя история. АН РТ, Душанбе, 1998.
- Khaleghi-Motlagh, Djalal. DERAFŠ-E KĀVĪĀN. Encyclopedia Iranica. 1st Edition. 2007
- Ксенофонт, Анабасис. Кинга I, Глава X.
- Луконин В. Г. Парфянская и сасанидская администрация // Древний и раннесредневековый Иран. М.: «Наука», 1987. 295 стр.
- Arrian. Parthica, fr. −1 — Syncellus,
- Дьяконов И. М., Лившиц В. А. Документы из Нисы I в. до н. э. (предварительные итоги работы). М., 1960. (XXV Международный конгресс востоковедов).
- Kaveh Farrokh, Angus McBride. Sassanian Elite Cavalry AD 224—642. 1st Edition. Osprey Publishing, 2005. 64 p. ISBN 1-84176-713-1, ISBN 978-1-84176-713-0
- Shahbazi A. Sh. Parthian Army